# Cilindro de Ciro

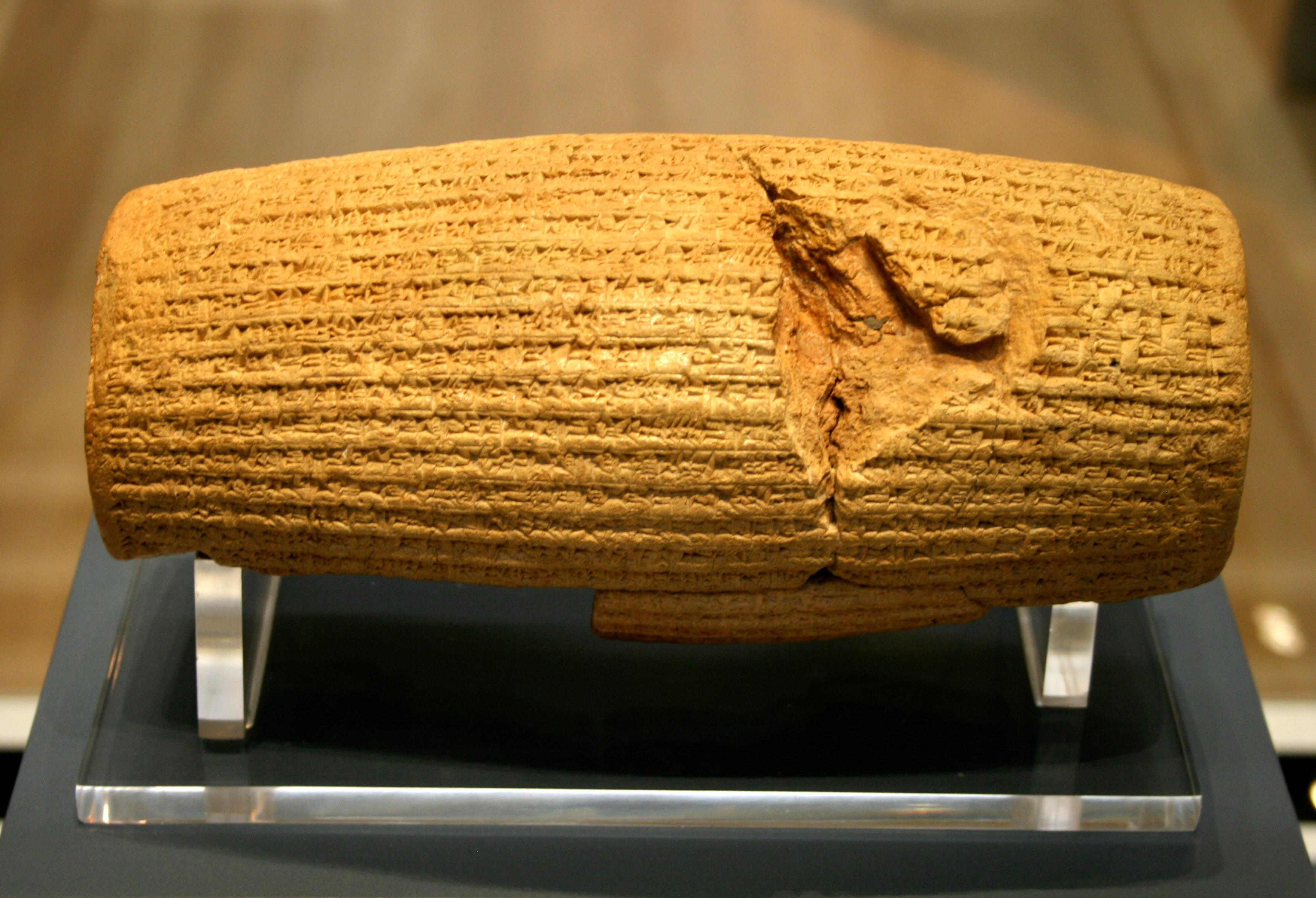
El Cilindro de Ciro.

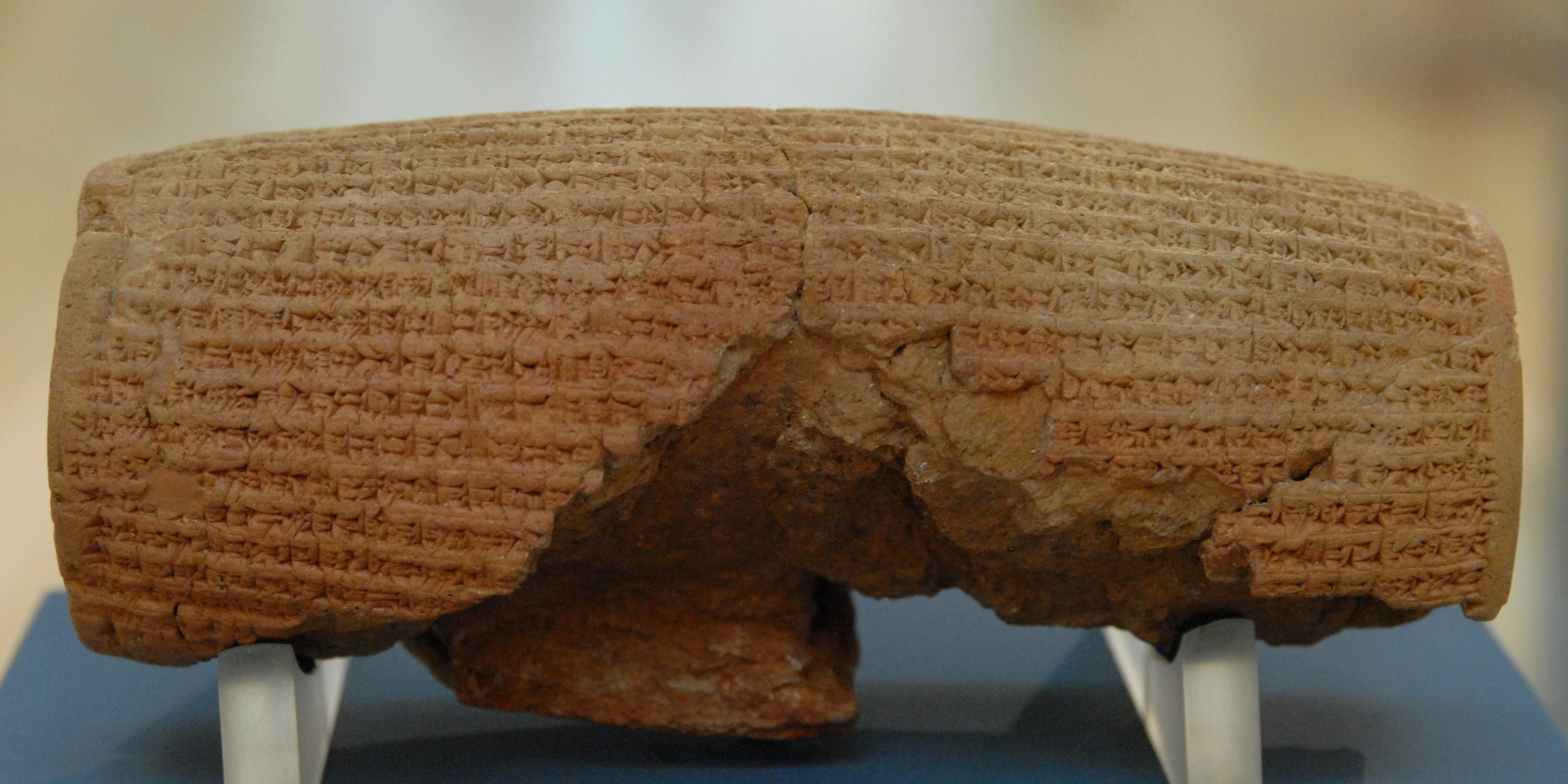
El Cilindro de Ciro, visto desde el lado opuesto.

El Cilindro de Ciro es una pieza cilíndrica de arcilla que contiene una declaración en  acadio babilonio cuneiforme del rey persa Ciro el Grande (559-529 a. C.). El texto marcó un hito muy importante en la tolerancia y respeto por los diferentes pueblos y creencias. Liberó a los esclavos, declaró que todos los pueblos tenían derecho a elegir su propia religión, estableció la igualdad racial, el respeto a las costumbres y tradiciones de las minorías étnicas. Este antiguo documento, ha sido reconocido como la primera declaración de Derechos Humanos del mundo. Está traducido en los seis idiomas oficiales de las Organización de las Naciones Unidas y sus disposiciones son similares a los primeros cuatro artículos de la Declaración Universal de los Derechos Humanos. En el texto, el nuevo rey legitima su conquista y toma medidas políticas para ganarse el favor de sus nuevos súbditos. Data del siglo VI a. C. y  procede de las ruinas de Babilonia en Mesopotamia (actual Irak).
Fue descubierto en 1879 por el arqueólogo asirio-británico Hormuzd Rassam durante la excavación del templo de Marduk en Babilonia. Consiste en dos fragmentos, llamados "A" y "B". El primero permaneció en el Museo Británico desde su descubrimiento, mientras que el segundo fue custodiado en la Universidad de Yale hasta su traslado al Museo Británico, donde se encuentra actualmente.
El texto del cilindro alaba a Ciro y muestra su genealogía real. Se denuncia al rey babilonio Nabonido, que fue vencido por Ciro, como un opresor de la gente de Babilonia, y sus orígenes humildes se contrastan implícitamente con el linaje real de Ciro. El victorioso Ciro es mostrado como un elegido del dios babilonio Marduk para restaurar la paz y el orden a los babilonios. El texto dice que Ciro fue bienvenido por la gente de Babilonia como su nuevo gobernante y entró en paz a la ciudad. Pide también a Marduk que proteja y ayude a Ciro y a su hijo Cambises II. Habla de Ciro como un benefactor de los ciudadanos de Babilonia, que mejoró sus vidas, repatrió a los exiliados y restauró templos y lugares de culto por toda Mesopotamia y otras áreas de la región. Concluye con una descripción sobre cómo Ciro reparó la muralla de la ciudad de Babilonia y encontró una inscripción similar puesta allí por un rey anterior.
El texto del cilindro ha sido visto tradicionalmente por eruditos bíblicos como evidencia que corrobora la política de Ciro de repatriar a la población judía luego del Cautiverio de Babilonia (un acto que el Libro de Esdras atribuye a Ciro), ya que el texto se refiere a la restauración de los santuarios de culto y a la repatriación de los deportados. Esta interpretación es controvertida, pues el texto solo menciona santuarios de Mesopotamia y no hace mención de los judíos, Jerusalén o Judea. El cilindro también ha sido calificado como la declaración de los derechos humanos más antiguo conocida, afirmación que otros rechazan como anacrónica y un malentendido de la naturaleza del cilindro, una declaración típica de un monarca al comienzo de su reino.  Neil MacGregor, Director del Museo Británico, ha dicho que el cilindro fue "el primer intento que conocemos sobre gobernar una sociedad, un Estado con diferentes nacionalidades y credos; una nueva forma de gobernar". El cilindro fue adoptado como un símbolo nacional de Irán por el Estado Imperial, que lo puso en exhibición en Teherán en el año 1971 para conmemorar 2.500 años de la monarquía iraní.

## Contexto histórico
El 12 de octubre de 539 a. C. el ejército persa entró en Babilonia sin resistencia. El 29 de octubre, el propio Ciro llegó a la ciudad, ostentando los títulos de "rey de Babilonia, rey de Sumeria y Acadia, rey de las cuatro partes del mundo."
A pesar de contener frases en las que Ciro habla en primera persona, la redacción del cilindro fue encomendada a sacerdotes babilonios, quienes utilizaron modelos babilonios y asirios. El cilindro fue depositado en los cimientos de las murallas de Babilonia, una práctica habitual en la antigua Mesopotamia, para conmemorar las reparaciones ordenadas por Ciro.

## Descubrimiento

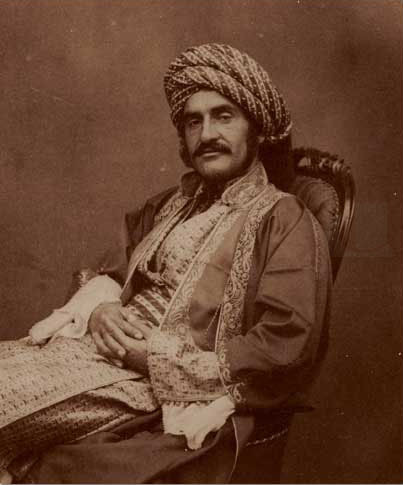
Hormuzd Rassam en Mosul circa 1854. El Cilindro de Ciro fue descubierto durante las excavaciones de Rassam en Babilonia entre febrero y marzo del año 1879.

El arqueólogo asirio-británico Hormuzd Rassam descubrió el Cilindro de Ciro en marzo del año 1879 durante una larga jornada de excavaciones llevada a cabo en Mesopotamia para el Museo Británico. Había sido depositado en las bases del templo principal de la ciudad, el Esagila. La expedición de Rassam era la continuación de una realizada anteriormente en 1850 por el arqueólogo británico Austen Henry Layard, quien excavó tres áreas en el mismo lugar pero no consiguió mucho. En el año 1877, Layard se convirtió en el embajador de Gran Bretaña ante el Imperio otomano, el cual gobernaba Mesopotamia en aquel momento. Él ayudó a Rassam, quien había sido su asistente en la excavación del año 1850, a obtener un decreto del Sultán Otomano Abdul Hamid II para que continuaran las excavaciones. El decreto fue sólo válido por un año, pero un segundo decreto con condiciones mucho más permisivas fue emitido en el año 1878, con validez de dos años (hasta el 15 de octubre de 1880) con la promesa de prolongarlo hasta 1882 si era requerido. El decreto del Sultán autorizaba a Rassam a "Empacar y despachar a Inglaterra cualquier antigüedad que encontrara .... con tal que no hubiera duplicados". El representante del Sultán recibió órdenes de estar presente en la excavación para examinar los objetos a medida que eran desenterrados.

## Descripción y contenido
El fragmento "A" (BM 90920) mide alrededor 23 x 8 cm y comprende 35 líneas (1-35), mientras que el fragmento "B" mide unos 8,6 x 5,6 cm y comprende 9 líneas (36-45). Su contenido se puede resumir así:
1. Líneas 1-19: Se describen los actos "criminales" de Nabónido, el último rey de Babilonia, así como la búsqueda de un nuevo rey por parte del dios Marduk y la consiguiente elección de Ciro.
2. 20-22: Genealogía (hasta su bisabuelo Teispes) y títulos de Ciro.
3. 23-34: El propio Ciro cuenta cómo garantizó la paz, restableció los cultos y permitió regresar a sus tierras a los pueblos deportados en Babilonia.
4. 35: Oración de Ciro al dios Marduk, pidiendo por él mismo y por su hijo Cambises.
5. 36-45: Ciro describe la reconstrucción de las murallas de Babilonia y el hallazgo de una inscripción de Asurbanipal.[31]

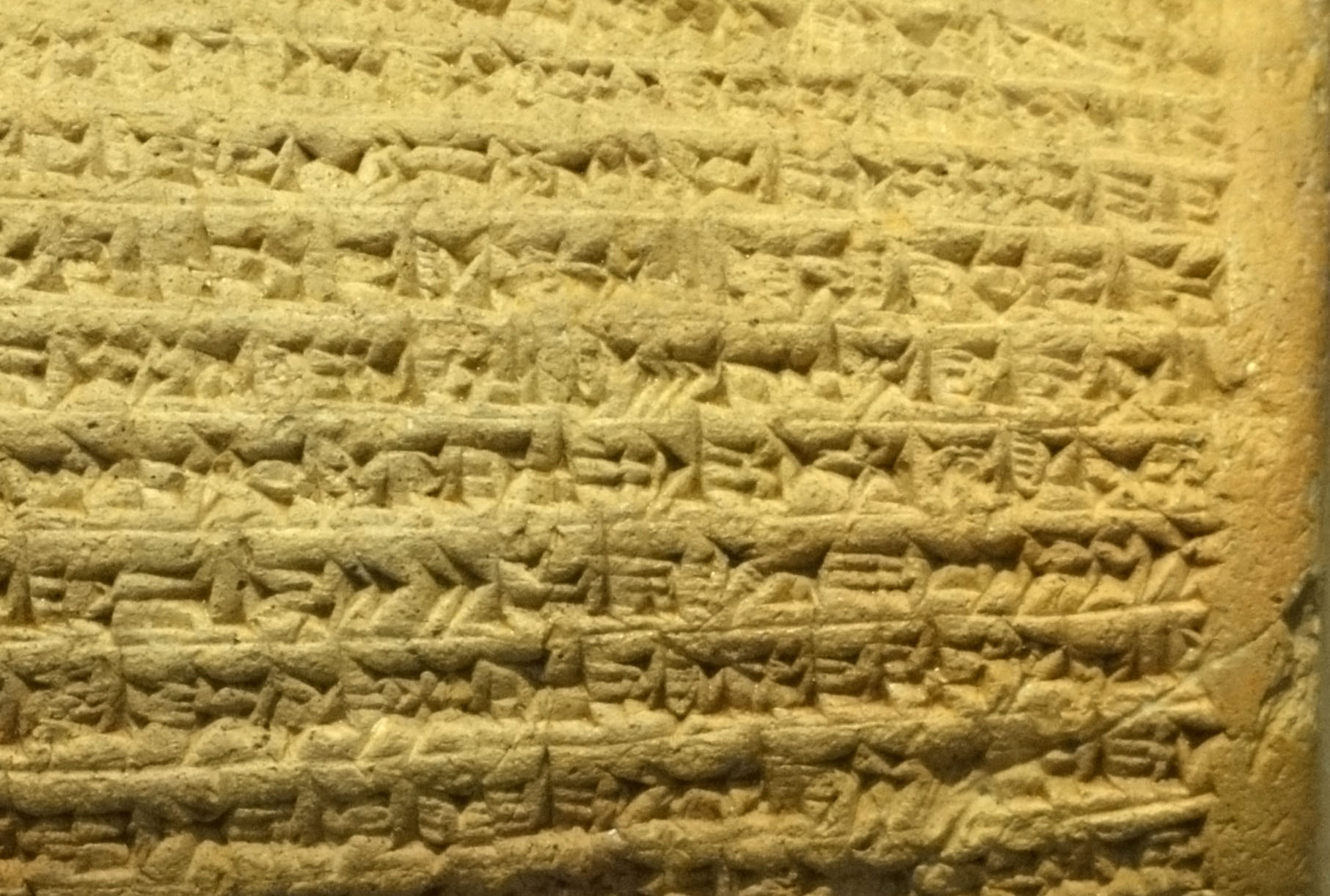
Escritura cuneiforme de una parte del cilindro.

El comienzo del texto está parcialmente roto; el contenido restante critica el carácter del derrocado rey babilonio Nabónido. Habla de sus crímenes, acusándolo de desecrar los templos de los dioses e imponer trabajos forzados a la población. De acuerdo con la proclamación, a causa de sus ofensas, el dios Marduk abandonó a Babilonia en busca de un rey más justo. Marduk llamó a Ciro a que entrara a Babilonia y se convirtiera en su nuevo gobernante.

## El Cilindro de Ciro  y los derechos humanos
Personalidades como Mohammad Reza Pahlevi (el último Sah de Irán) o la Premio Nobel de la Paz iraní Shirin Ebadi han destacado el valor humanístico del Cilindro de Ciro; se lo ha llegado incluso a llamar "Primera Declaración de los Derechos Humanos". En su discurso de aceptación del premio Nobel (2003), Shirin Ebadi afirmó que el cilindro "debería ser estudiado en la historia de los derechos humanos". De todos modos, numerosos historiadores han destacado que declaraciones de este tipo no eran extrañas en las tradiciones mesopotámicas, y que, si bien acaso inusualmente generoso, el Cilindro de Ciro puede ser relacionado con los derechos humanos.

## Ediciones y traducciones
La última edición del texto acadio es:
- Hanspeter Schaudig, Die Inschriften Nabonids von Babylon und Kyros' des Großen, samt den in ihrem Umfeld entstandenen Tendenzschriften. Textausgabe und Grammatik. (2001 Münster, Ugarit-Verlag) (en línea Archivado el 11 de marzo de 2018 en Wayback Machine.)

Traducciones:
- Carratala Medina, Andrés: El Cilindro de Ciro y la caída de Babilonia (539 a.C.): ¿El fin de la esclavitud judía y la primera declaración de derechos humanos? (2025), Murcia, CEPOAT-Universidad de Murcia. (En línea).
- M. García Cordero, La Biblia y el legado del Antiguo Oriente, Biblioteca de Autores Cristianos 390, Madrid 1977, p. 544.
- F. Lara Peinado, Textos para la historia del Próximo Oriente Antiguo, Cátedra, Madrid 2011, pp. 374-377.
- Rogers, Robert William: Cuneiform Parallels to the Old Testament (1912), New York, Eaton & Mains. (En línea: solo el fragmento A).
- Pritchard, James B. (ed.): Ancient Near Eastern Texts Relating to the Old Testament (ANET) (1950, 1955, 1969). Traducción de A. L. Oppenheim. (fragmentos A y B).
- Brosius, Maria (ed.): The Persian Empire from Cyrus II to Artaxerxes I (2000, London Association of Classical Teachers (LACT) 16, London.

En los últimos años ha circulado por internet una fraudulenta traducción al inglés del cilindro. Ésta puede ser reconocida por la mención de Ahura Mazda, ausente en el original, y por frases ficticias como "No impondré mi monarquía sobre ninguna nación. Cada uno es libre de aceptarla, y si alguno de ellos la rechaza, nunca utilizaré la guerra para imponerme."